# Friedrich Moldenhauer
Karl August Friedrich Moldenhauer (* 25. Januar 1797 in Gernrode; † 27. März 1866 in Darmstadt) war ein deutscher Chemiker und Mineraloge.

## Leben
Karl August Friedrich Moldenhauer wurde als drittes Kind des Kaufmanns und Bürgermeisters Johann Karl Ernst Moldenhauer und seiner Frau Luise Brinkmann 1797 in Gernrode im Harz geboren. Nach dem Schulbesuch in Gernrode und Nordhausen, wo er zusammen mit Julius Karl Friedrich Dilthey, wurde er 1812 Apothekenhelfer in Nordhausen und ab 1815 in Ostheim (Westheim) in Franken.
1819 wurde er Leiter eines chemischen Labors der Firma Henking und Mais in Heidelberg. Ab 1821 studierte er in Heidelberg, Paris und Leiden Mathematik, Naturwissenschaften, Chemie und Mineralogie. 1823 war er maßgeblich an der Neuordnung des mineralogischen Kabinetts an der Universität Leiden beteiligt. Im Jahr darauf gründete er die Heidelberger Mineralien-Tauschbörse. 1826 legte er in Heidelberg seine Staatsprüfung ab und promovierte im gleichen Jahr in Heidelberg zum Dr. phil.
Nach Studium und anderen Tätigkeiten in Berlin, Clausthal und Marburg übernahm er im Herbst 1830 in Darmstadt die Leitung einer von Heinrich Emanuel Merck errichteten Chlorkalkfabrik. Seit 1831 erteilte Moldenhauer Unterricht in Chemie und Mineralogie zunächst an dem von Heinrich Wilhelm von Pabst in Darmstadt gegründeten landwirtschaftlichen Institut. Ab 1835 war er unter Rektor Theodor Schacht zunächst provisorischer Lehrer für technische Chemie an der im Jahr zuvor gegründeten Realschule in Darmstadt und an der aus ihr hervorgegangenen Höheren Gewerbeschule, einer Vorgängereinrichtung der TU Darmstadt. 1836 wurde er als Lehrer fest angestellt. 1853 wurde ihm der Professorentitel verliehen. Nebenbei ordnete er in Zusammenarbeit mit Johann Jakob Kaup, der er von Leiden kannte, die mineralogische Sammlung im Großherzoglichen Museum in Darmstadt.
Wirtschaftliche Bedeutung erhielt ein von ihm entwickeltes Verfahren zur Herstellung von Zündhölzern. 1837 gründeten Friedrich Moldenhauer, Ludwig Anton und der Schönfärber J. Block gemeinsam eine Zündwarenfabrik in Darmstadt, die 1845 nach Aschbach (Wald-Michelbach) im Odenwald übersiedelte. Der Erfolg dieser Fabrik regte viele Nachahmer an und überall im Land entstanden Zündwaren-Fabriken.
Im Mai 1857 wurde Moldenhauer auf sein Nachsuchen pensioniert. Er starb im März 1866 im Alter von 69 Jahren. Friedrich Moldenhauer war in erster Ehe ab Juli 1835 mit Charlotte Rosalie Wiener, einer Pfarrerstochter aus Bessungen verheiratet. In zweiter Ehe war er seit September 1840 mit Ottilie Schacht (geb. 1821 in Mainz), der Tochter von Theodor Schacht liiert.

## Ehrungen

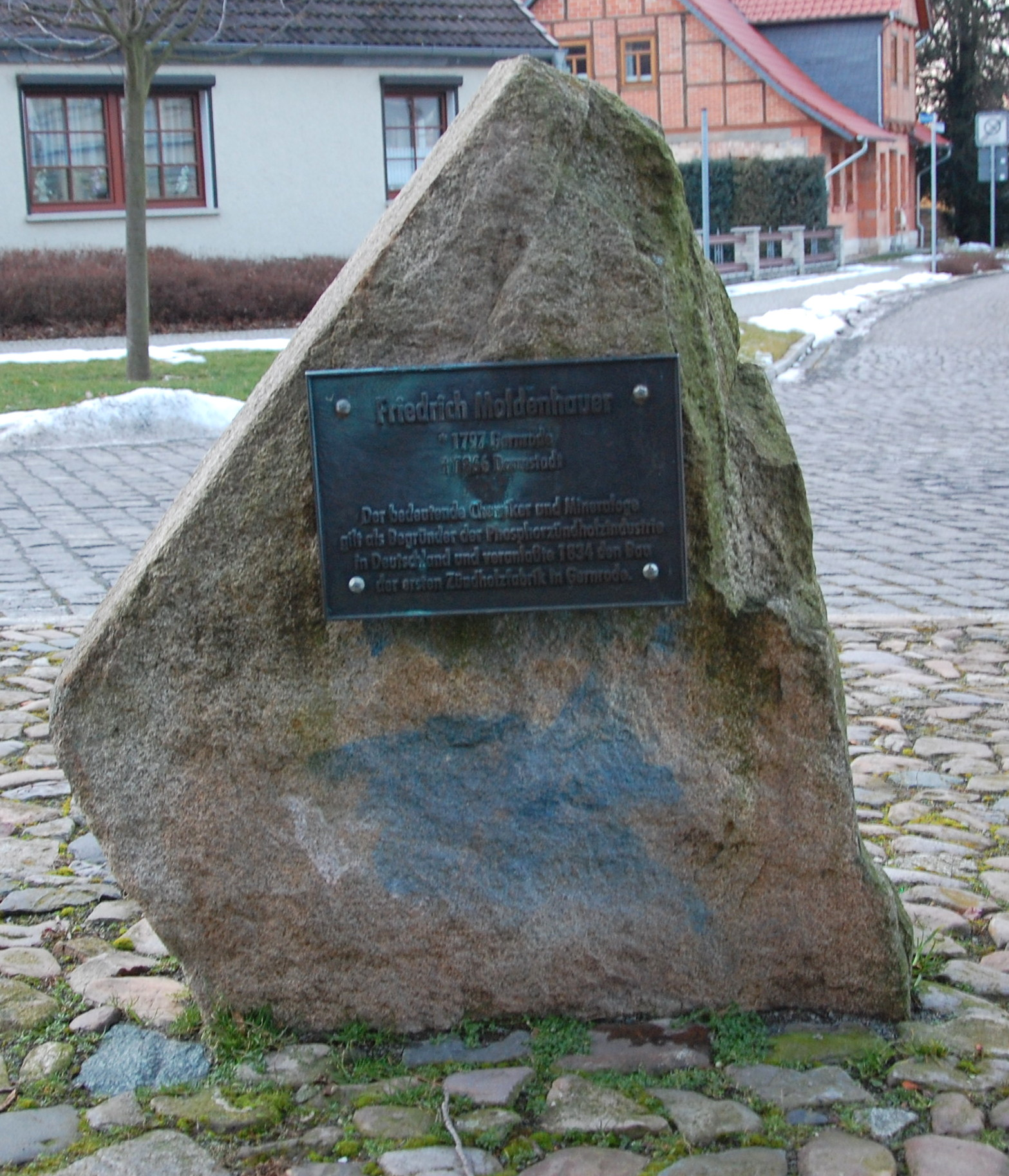
Gedenkstein an Friedrich Moldenhauer in Gernrode

In der Waldkolonie in Darmstadt ist der Moldenhauerweg nach ihm benannt. In seiner Geburtsstadt Gernrode erinnert ein Gedenkstein an ihn.

## Veröffentlichungen
Friedrich Moldenhauer verfasste einige wissenschaftliche Werke, darunter 1835 ein zweibändiges Lehrbuch zur Chemie und 1838 ein Grundriss der Mineralogie für höhere Lehranstalten, Karlsruhe. Auch verfasste er Artikel in den Annalen der Chemie und Pharmacie. Er war Mitarbeiter an dem von Justus von Liebig und anderen herausgegeben Handwörterbuch der reinen und angewandten Chemie.

## Weblink
- Moldenhauer, Karl Friedrich August. Hessische Biografie. (Stand: 28. November 2023). In: Landesgeschichtliches Informationssystem Hessen (LAGIS).